# نودة (دشت سر)
نودة (بالفارسية: نوده) هي قرية تقع في إيران في قسم دشت سر الريفي. يقدر عدد سكانها بـ 554 نسمة .